# Luina
Luina, es un género de plantas fanerógamas perteneciente a la familia de las asteráceas. Tiene tres especies
El nombre de este género es un anagrama del género Inula.

## Descripción
Son grandes arbustos perennes, nativos del oeste y noroeste de USA, creciendo en taludes y suelos rocosos. Las hojas son alternas, lanceoladas o ovadas con márgenes enteros o dentados. Las hojas son sésiles en L. hypoleuca, pero pecioladas en L. serpentina. Las hojas son simples arriba y velludas en la base con pelos blancos que le dan un aspecto plateado. 
Al final de cada tallo hay una inflorescencia con 4-12 cabezas florales en forma de disco.  

## Taxonomía
El género fue descrito por George Bentham y publicado en Hooker's Icones Plantarum 12: 35, pl. 1139. 1873. La especie tipo es: Ischnea elachoglossa F.Muell.	

## Especies
- Luina hypoleuca Benth.
  - Luina hypoleuca var. californica (A.Gray)
  - Luina hypoleuca var. dentata  L.F.Hend.
  - Luina hypoleuca var. hypoleuca
- Luina piperi B.L.Rob.
- Luina serpentina Cronquist